# Serang Wetan
Serang Wetan is een bestuurslaag in het regentschap Cirebon van de provincie West-Java, Indonesië. Serang Wetan telt 3403 inwoners (volkstelling 2010).